# Rosa cathayensis
Rosa cathayensis — вид рослин з родини розових (Rosaceae); поширений у Китаї й М'янмі.

## Поширення
Поширений у Китаї й М'янмі.